# Max Martini

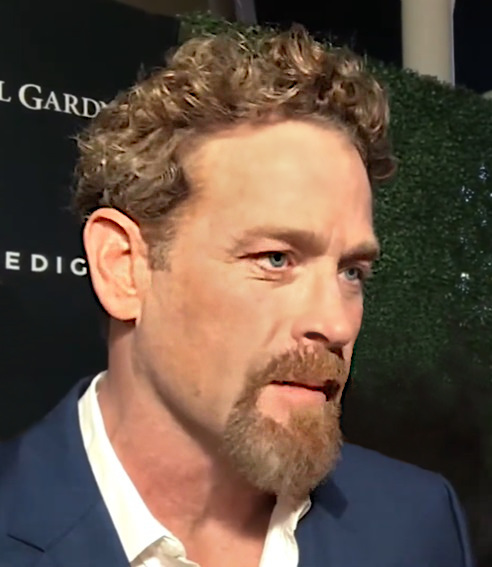
Max Martini im Jahr 2019

Maximilian Carlo „Max“ Martini (* 11. Dezember 1969 in Woodstock, New York) ist ein amerikanischer Film-, Theater- und Fernsehschauspieler.

## Karriere
Bekannt wurde er durch seine Rollen als Corporal Fred Henderson in Der Soldat James Ryan, Wiley in Level 9, First Sergeant Sid Wojo in The Great Raid und als MacDonald James „Mack“ Gerhardt in der Fernsehserie The Unit – Eine Frage der Ehre.
In Bestseller-Verfilmungen Fifty Shades of Grey (2015), Fifty Shades of Grey – Gefährliche Liebe (2017) und Fifty Shades of Grey – Befreite Lust (2018) übernahm er die Rolle des Jason Taylor.

## Filmografie
Filme
- 1997: Contact
- 1998: Der Soldat James Ryan (Saving Private Ryan)
- 1999: Cement
- 1999: Desert Son
- 2000: Backroads
- 2005: The Great Raid – Tag der Befreiung (The Great Raid)
- 2008: Redbelt
- 2008: Street Warrior
- 2010: Alraune – Die Wurzel des Grauens (Mandrake, Fernsehfilm)
- 2011: Colombiana
- 2013: Pacific Rim
- 2013: Captain Phillips
- 2014: Sabotage
- 2015: Fifty Shades of Grey
- 2016: 13 Hours: The Secret Soldiers of Benghazi
- 2016: Spectral
- 2017: Fifty Shades of Grey – Gefährliche Liebe (Fifty Shades Darker)
- 2018: Fifty Shades of Grey – Befreite Lust (Fifty Shades Freed)
- 2018: Hellbent
- 2019: SGT. Will Gardner
- 2019: Eli
- 2020: What the Night Can Do
- 2021: The Tender Bar

Fernsehserien
- 1998–2002: Da Vinci’s Inquest (13 Episoden)
- 1999–2000: Virtual Reality – Kampf ums Überleben (Harsh Realm, 5 Episoden)
- 2000: Pretender (The Pretender, Episode 4x10)
- 2000: Outer Limits – Die unbekannte Dimension (The Outer Limits, Episode 6x14)
- 2002: Taken (2 Episoden)
- 2003: 24 (3 Episoden)
- 2003: Lady Cops – Knallhart weiblich (The Division, Episode 3x09)
- 2003, 2011: CSI: Vegas (CSI: Crime Scene Investigation, 2 Episoden)
- 2004: Without a Trace – Spurlos verschwunden (Without a Trace, Episode 3x02)
- 2003–2005: CSI: Miami (5 Episoden)
- 2005: Numbers – Die Logik des Verbrechens (NUMB3RS, Episode 1x13)
- 2006–2009: The Unit – Eine Frage der Ehre (The Unit, 67 Episoden)
- 2008: Burn Notice (Episode 2x07)
- 2010: Lie to Me (3 Episoden)
- 2010: Hawaii Five-0 (Episode 1x09)
- 2010: White Collar (Episode 2x07)
- 2011: Castle (2 Episoden)
- 2011: Flashpoint – Das Spezialkommando (Flashpoint, Episode 4x02)
- 2011: Criminal Minds (Episode 7x03)
- 2011–2012: Revenge (7 Episoden)
- 2012: The Mentalist (Episode 5x04)
- 2013: Republic of Doyle – Einsatz für zwei (Republic of Doyle, 2 Epiosen)
- 2014: Covert Affairs (Episode 5x07)
- 2014: Crisis (12 Episoden)
- 2015: Zombie Basement (2 Episoden)
- 2016: Real Detective (Episode 1x06)
- 2016: Motive (Episode 4x09)
- 2017: Training Day (3 Episoden)
- 2018–2019: Navy CIS: L.A. (NCIS: Los Angeles, 5 Episoden)
- 2019: The Order (8 Episoden)
- 2019: Doom Patrol (Episode 1x10)
- 2019: The Purge (10 Episoden)